# Теодорс Спаде
Теодорс Спаде (7 березня 1891 — 25 липня 1970) — латвійський морський офіцер. Ветеран Першої світової війни та громадянської війни в Росії, з 1931 по 1940 рік він обіймав командні посади у ВМС Латвії. Після радянської окупації Латвії Спейде був депортований з країни. Помер на засланні в Казахській РСР, перепохований на батьківщині в 1990 році.

## Рання кар'єра
Спаде народився в родині рибалки у Вентспілсі, який тоді був частиною Російської імперії, у 1891 році. Він здобув освіту інженера-механіка в Ризькому політехнічному інституті, який закінчив у 1914 році. На початку Першої світової війни він був призваний до Балтійського флоту Росії. Він просунувся від посади мічмана до командира торпедного катера і закінчив командиром штабу бригади Чорноморського флоту в Батумі, де отримав посаду командира. одружився з грузинкою в 1917 році. Після падіння Російської імперії на початку 1918 року він приєднався до військово-морського флоту Української Народної Республіки і, після мирного договору між Україною та Центральними державами, присягнув на вірність Демократичній Республіці Грузія. На грузинській службі Спаде командував загоном катерів у Батумі. У червні 1918 року османські війська взяли під свій контроль Батумі та взяли в полон гарнізон міста, включно зі Спаде. Звільнений у жовтні 1918 року Спейд вступив до лав Збройних сил Південної Росії, білої сторони Громадянської війни в Росії. Був підвищений до старшого лейтенанта і призначений начальником Севастопольського порту. У березні 1920 року Спаде разом із розгромленими білими силами був евакуйований до Константинополя, де прийняв латвійське громадянство та разом із дружиною повернувся до Латвії.

## Латвія та еміграція
До лав латвійської армії Спейд приєднався 1926 року і 1928 року пройшов навчання у Військово-морській академії Франції. У 1931 році у званні капітана 2-го рангу був призначений командиром ескадрильї берегової охорони Латвії. У 1933 році отримав звання капітана 1-го рангу, а в 1938 році — адмірала. Того ж року він був призначений командувачем латвійським флотом. Після радянської окупації в 1940 році Спейд був звільнений від командування і менш ніж за рік був депортований до Сибіру. Провівши кілька років у трудових таборах, Спаде був звільнений у 1954 році, але йому все одно було заборонено повертатися до Латвії. Колишній адмірал працював бухгалтером у лікарні в Теміртау в Казахстані, де й помер у 1970 році. Його останки були перепоховані в Латвії в 1990 році.